# Gustavo Lopez (peleador)
Gustavo Hernandez Lopez (Wapato, Washington, 27 de junio de 1989) es un artista marcial mixto estadounidense que compite en la división de peso gallo de Ultimate Fighting Championship.

## Antecedentes
Lopez se crio en Wapato, Washington, Estados Unidos, junto a dos hermanos. Una impresionante carrera de lucha libre comenzó su primer año en 2004 en la Escuela Secundaria de Wapato, donde Lopez recordó que sus amigos lo "engañaron" para que probara en el equipo. Cuatro temporadas, tres apariciones estatales y dos medallas en el Mat Classic le llevaron inicialmente a conseguir una beca deportiva completa para la Universidad Stanford. Sin embargo, Gustavo no quería dejar a su madre, que acababa de enviudar, y trasladarse a California, por lo que recurrió a rechazar la oferta y asistir al Yakima Valley College local. Allí se clasificó dos veces para el torneo de la NJCAA y obtuvo un título de asociado en contabilidad empresarial.
Mientras estaba en el colegio comunitario, Gustavo empezó a entrenar en Yakima MMA bajo la dirección del difunto Rich Guerin, y finalmente un amigo le pidió a López que hiciera de esquina en una pelea. Cuando uno de los luchadores abandonó el día del evento, López aceptó intervenir, se hizo un protector bucal moldeado en el momento en agua hirviendo y noqueó a su oponente en siete segundos. Ganó ocho peleas amateur y luego se convirtió en profesional como estudiante de segundo año en 2009 cuando se hizo imposible encontrar retadores, pero las MMA aún no eran la principal prioridad de López, ya que se convirtió en un luchador de la NAIA clasificado a nivel nacional en 141 libras y obtuvo una licenciatura en finanzas en el Menlo College en 2014. Entonces López recibió una oferta para vivir con Bryan Caraway y Miesha Tate -dos consumados luchadores de la UFC que también se entrenaron en Yakima MMA- en Las Vegas, así que compró un vuelo de ida y su carrera despegó.

## Carrera en las artes marciales mixtas

### Carrera temprana
Comenzando su carrera profesional en 2012, López comenzó con Cagesport, donde fue 2-1, antes de luchar por Bellator MMA en la Copa Monster Energy de Bellator 2014 contra Sean Cantor, a quien venció por estrangulamiento por detrás en la primera ronda.
Después de esto, firmó con Combate Americas, donde lucharía principalmente durante los siguientes 4 años. Durante esta carrera, luchó por el título de peso gallo 3 veces, perdiendo las dos primeras veces contra John Castañeda y José Alday, antes de ganar en la tercera vez en una revancha contra José Alday en Combate 33 por TKO en la primera ronda. Luego defendió el título contra Joey Ruquet en Combate 42 el 23 de agosto de 2019. Ganó la pelea por KO a Ruquet en el primer asalto.

### Ultimate Fighting Championship
El 11 de junio de 2020, se dio a conocer la noticia de que Lopez había firmado con la UFC y que sustituiría a Ray Borg con poca antelación contra Merab Dvalishvili el 13 de junio de 2020 en UFC on ESPN: Eye vs. Calvillo. Sin embargo, el director general de Combate Americas Campbell McLaren afirmó que no se les había concedido el derecho de igualar la oferta de UFC y que López todavía está bajo el periodo de igualación de contratos. Sin embargo, la disputa del contrato se resolvió finalmente y se permitió a Lopez unirse a la UFC. Perdió el combate por decisión unánime.
Lopez se enfrentó a Anthony Birchak, en sustitución de Felipe Colares, el 7 de noviembre de 2020 en UFC on ESPN: Santos vs. Teixeira. Ganó el combate por sumisión en el primer asalto.
Lopez se enfrentó a Adrian Yanez el 20 de marzo de 2021 en UFC on ESPN: Brunson vs. Holland. Perdió el combate por nocaut en el tercer asalto.
López se enfrentó a Heili Alateng el 18 de septiembre de 2021 en UFC Fight Night: Smith vs. Spann. El combate terminó con un empate.

## Campeonatos y logros
- Combate Americas
  - Campeonato de Peso Gallo de Combate Americas (una vez; ex)
    - Una defensa exitosa

## Récord en artes marciales mixtas
| Resultado | Récord | Oponente          | Método                                     | Evento                                       | Fecha                    | Ronda | Tiempo | Localización               | Notas |
| --------- | ------ | ----------------- | ------------------------------------------ | -------------------------------------------- | ------------------------ | ----- | ------ | -------------------------- | --- |
| Empate    | 12-6-1 | Heili Alateng     | Empate (unánime)                           | UFC Fight Night: Smith vs. Spann             | 18 de septiembre de 2021 | 3     | 5:00   | Las Vegas, Nevada          | A Alateng se le descontó un punto en el tercer asalto por agarrar repetidamente la jaula.                                                 |
| Derrota   | 12-6   | Adrian Yanez      | KO (puñetazo)                              | UFC on ESPN: Brunson vs. Holland             | 20 de marzo de 2021      | 3     | 0:27   | Las Vegas, Nevada          | |
| Victoria  | 12-5   | Anthony Birchak   | Sumisión (estrangulamiento por detrás)     | UFC on ESPN: Santos vs. Teixeira             | 7 de noviembre de 2020   | 1     | 2:43   | Las Vegas, Nevada          | |
| Derrota   | 11-5   | Merab Dvalishvili | Decisión (unánime)                         | UFC on ESPN: Eye vs. Calvillo                | 1 de junio de 2020       | 3     | 5:00   | Las Vegas, Nevada          | Combate de peso acordado (140 libras). |
| Victoria  | 11-4   | Joey Ruquet       | KO (puñetazo)                              | Combate 42                                   | 23 de agosto de 2019     | 1     | 1:45   | Lago Tahoe, Nevada         | Defendió el Campeonato de Peso Gallo de CAMMA.                                                                                            |
| Victoria  | 10-4   | José Alday        | TKO (puñetazos)                            | Combate 33                                   | 29 de marzo de 2019      | 1     | 2:19   | Tucson, Arizona            | Ganó el Campeonato de Peso Gallo de CAMMA.                                                                                                |
| Victoria  | 9-4    | Vicente Marquez   | Sumisión (estrangulamiento del hombro)     | Combate 29                                   | 7 de diciembre de 2018   | 1     | 0:50   | Fresno, California         | Combate de peso pluma. |
| Derrota   | 8-4    | José Alday        | Decisión (dividida)                        | Combate 24                                   | 14 de septiembre de 2018 | 3     | 5:00   | Phoenix, Arizona           | Por el vacante Campeonato de Peso Gallo de CAMMA.                                                                                         |
| Derrota   | 8-3    | Andre Ewell       | KO (puñetazo)                              | KOTC: Energetic Pursuit                      | 24 de febrero de 2018    | 1     | 1:44   | Ontario, California        | |
| Victoria  | 8-2    | Chris Dempsey     | Sumisión (barra de brazo)                  | ExciteFight: Conquest of the Cage            | 10 de junio de 2017      | 1     | 1:19   | Airway Heights, Washington | |
| Victoria  | 7-2    | Steve Swanson     | Sumisión (estrangulamiento por guillotina) | Steve Swanson                                | 19 de enero de 2017      | 1     | 2:34   | Ciudad de México           | |
| Derrota   | 6-2    | John Castañeda    | TKO (puñetazos)                            | Combate Americas 9: Empire Rising            | 14 de octubre de 2016    | 4     | 2:24   | Verona, Nueva York         | Por el vacante Campeonato de Peso Gallo de CAMMA. Castañeda no cumplió con el peso (137.5 libras) y no fue elegible para ganar el título. |
| Victoria  | 6-1    | Saul Elizondo     | TKO (puñetazos)                            | Combate 7                                    | 9 de mayo de 2016        | 2     | 4:07   | Los Ángeles, California    | |
| Victoria  | 5-1    | Joey Ruquet       | Sumisión (estrangulamiento por detrás)     | Combate Americas: Road to the Championship 2 | 16 de diciembre de 2015  | 2     | 4:06   | Hollywood, California      | Combate de peso pluma. |
| Victoria  | 4-1    | Mauricio Diaz     | Decisión (unánime)                         | Combate Americas: Road to the Championship 1 | 17 de septiembre de 2015 | 3     | 5:00   | Las Vegas, Nevada          | |
| Victoria  | 3-1    | Sean Cantor       | Sumisión (estrangulamiento por detrás)     | Bellator 2014 Monster Energy Cup             | 18 de octubre de 2014    | 1     | 4:39   | Whitney, Nevada            | |
| Victoria  | 2-1    | Dylan Atkinson    | TKO (puñetazos)                            | CageSport 25                                 | 6 de julio de 2013       | 2     | 1:12   | Tacoma, Washington         | Debut en el peso gallo. |
| Derrota   | 1-1    | Kasey White       | Decisión (unánime)                         | CageSport 24                                 | 27 de abril de 2013      | 3     | 5:00   | Tacoma, Washington         | Debut en el peso pluma. |
| Victoria  | 1-0    | Jorey Taylor      | TKO (puñetazos)                            | CageSport 20                                 | 14 de julio de 2012      | 1     | 1:47   | Tacoma, Washington         | Combate de peso acordado (140 libras). |